# Annie Lööf
Annie Lööf (ur. 16 lipca 1983 w Värnamo) – szwedzka polityk, od 2011 do 2023 przewodnicząca Partii Centrum, od 2011 do 2014 minister ds. przedsiębiorczości i energii.

## Życiorys
Z wykształcenia prawniczka, absolwentka Uniwersytetu w Lund. Od ukończenia szkoły średniej zaangażowana w działalność Partii Centrum, była etatowym pracownikiem tego ugrupowania. W wyborach parlamentarnych w 2006 i w 2010 uzyskiwała mandat posłanki do Riksdagu. We wrześniu 2011 zastąpiła Maud Olofsson na funkcji przewodniczącej Partii Centrum, a następnie w tym samym miesiącu objęła w jej miejsce urząd ministra ds. przedsiębiorczości i energii w koalicyjnym rządzie Fredrika Reinfeldta. Zakończyła urzędowanie w 2014, w tym samym roku oraz w 2018 i 2022 ponownie wybierana do szwedzkiego parlamentu.
Po wyborach z września 2022 ogłosiła swoją rezygnację z funkcji przewodniczącej partii. Ugrupowaniem kierowała do lutego 2023, kiedy to jej następcą został Muharrem Demirok.